# لاميان كابا باجو
لاميان كابا باجو (من مواليد 10 نوفمبر 1964) هو سياسي ودبلوماسي جامبي سابق وهو الرئيس الحالي لاتحاد غامبيا لكرة القدم وقد تم انتخابه في سبتمبر 2014.
لم يكن باجو متورطًا في انقلاب عام 1994 الذي أوصل يحيى جامع إلى السلطة لكنه انضم لاحقًا إلى حكومته. خدم لأول مرة في مجلس الوزراء من عام 1995 إلى عام 2000 ثم شغل منصب سفير المملكة العربية السعودية في الفترة من 2002 إلى 2005. من عام 2005 إلى عام 2006، شغل باجو منصب وزير الدولة للشؤون الخارجية (ما يعادل وزير الخارجية). كان أيضًا وزيرًا حكوميًا من عام 2010 إلى عام 2012 ولمدة قصيرة في عام 2014 وفي الفترة التي قضاها في مجلس الوزراء، تولى سفراء لإيران (2007-2009) وقطر (2009-2010) والمغرب (2012-2014).

## حياته
ولد باجو في بريكاما وتلقى تعليمه الثانوي في المدرسة الثانوية الإسلامية في بانجول. انضم إلى قوات الدرك الوطنية في غامبيا (التي سميت فيما بعد جيش غامبيا الوطني) في أبريل 1984. وبحلول يناير 1993 تم ترقيته إلى رتبة نقيب. تم تعيينه قائداً للحرس الرئاسي في يناير 1994 برئاسة الدكتورة داود الجوارة، لكنه غادر البلاد في أعقاب الانقلاب غير الدموي بعد بضعة أشهر (والذي جعل يحيى جامع رئيسًا جديدًا للدولة). تم التوفيق بين باجو والقيادة الجديدة في غضون فترة زمنية قصيرة. وفي أغسطس 1994 تم تعيينه كمفوض للشعبة الغربية من قبل مجلس الحكم المؤقت للقوات المسلحة. أصبح هو وضابط آخر إدوارد سينغاته أعضاء في جمعية الصليب الأحمر الإيراني في يناير 1995 عقب اعتقال اثنين آخرين بسبب محاولة انقلاب مزعومة.

## سياسة
في يناير 1995، وفي نفس الوقت الذي تمت إضافته فيه إلى AFPRC، تم تعيين باجو أيضًا وزيراً للداخلية في حكومة جامع الجديدة. خدم في هذا المنصب حتى عام 1997 (وتخلّى عن لجنته العسكرية في سبتمبر 1996)، لكنه بقي في وزارة جامع حتى فصله في مايو 2000 وكان مسؤولاً في أوقات مختلفة عن الشباب والرياضة والشؤون الدينية والحكومة المحلية والأراضي. عاد باجو لصالحه في أكتوبر 2002 وتم تعيينه سفيرا لدى المملكة العربية السعودية  وهي دولة تربطها بغامبيا علاقات قوية منذ الاستقلال. تم استدعائه إلى غامبيا في أكتوبر 2005، ليحل محل موسى جبريل بالا غاي وزيرا للخارجية. شغل باجو هذا المنصب حتى أكتوبر 2006 عندما قام جامع بحل حكومته بالكامل. تم استبداله في البداية بـ مابا جوب، لكن تم إلغاء تعيين جوب بعد أسبوع لصالح بالا جاربا جاهومبا.
في فبراير 2007، تم تعيين باجو سفيراً لدى إيران وهو منصب جديد له.  كانت العلاقات الغامبية مع إيران «ودية ولكن ليست قريبة بشكل خاص» في الماضي، ولكن بحلول أواخر الألفية الثانية أصبحت إيران «مصدرًا مهمًا نسبيًا للتصدير». كان تعيين باجو القادم سفيراً لدى قطر والذي تولاه في يوليو 2009. عاد إلى مجلس الوزراء في فبراير 2010 حيث كان مسؤولاً عن مصايد الأسماك والموارد المائية وشؤون الجمعية الوطنية، لكنه غادر في فبراير 2012 من أجل تولي منصب السفير في المغرب. عاد باجو لفترة قصيرة إلى مجلس الوزراء في أبريل 2014، ليحل محل عثمان سونكو وزيراً للداخلية، لكنه خدم لفترة قصيرة فقط قبل استدعاء سونكو. عاد إلى المغرب، ولكن تم استبداله كسفير بعد وقت قصير في يونيو 2014.

## كرة القدم
في سبتمبر 2014، تم انتخاب باجو رئيسا لاتحاد غامبيا لكرة القدم (GFF)، وهي أعلى هيئة لكرة القدم في البلاد. أثيرت أسئلة حول نزاهة الانتخابات مع ادعاءات تفيد بأن التصويت تم تزويره لضمان نجاح المرشح المفضل للحكومة. تم حل الاتحاد الغامبي بواسطة الاتحاد الدولي لكرة القدم في وقت سابق من ذلك العام بسبب تدخل الحكومة الغامبية في الرياضة.